# Schießhauer
Ein Schießhauer ist ein Bergmann, der unter Tage auf Anweisung Schießarbeiten durchführen darf. Er muss neben der erfolgreich abgeschlossenen allgemeinen Hauerausbildung auch eine sprengtechnische Ausbildung erfolgreich abgeschlossen haben. Er gehört zum Personenkreis der Schießberechtigten eines Bergwerks. Im Gegensatz zum Schießmeister dürfen Schießhauer am Gedinge ihrer Kameraden beteiligt werden.

## Grundlagen und Geschichte
Die erste offizielle Sprengung im Bergbau wurde im Jahr 1632 im Bergrevier Clausthal durchgeführt. Das Schießen, wie das Herauslösen des Gesteins unter Zuhilfenahme von Pulver genannt wurde, durfte aufgrund seiner Gefährlichkeit zunächst nur von Aufsichtspersonen durchgeführt werden. Später übertrug man diese Tätigkeit auch besonders vertrauensvollen Bergleuten, die auch eine bessere Bezahlung erhielten. Diese mit der Schießarbeit betrauten Bergleute wurden als Schießer bezeichnet. Sie unterstanden unmittelbar dem Schießsteiger. Bis Anfang des 20. Jahrhunderts kam es auf mehreren Bergwerken immer wieder zu schweren Unfällen durch unsachgemäße Durchführung der Schießarbeit. Beispielhaft sei hier das Grubenunglück auf der Zeche Osterfeld im Jahre 1912 zu nennen, bei dem es aufgrund einer fehlerhaft durchgeführten Schießarbeit zu einer Schlagwetterexplosion mit 16 Toten kam. In den 1930er Jahren kam es zu einer Neuregelung der Bergpolizeiverordnung, die besonders auch die Regelung der Schießarbeit im Bergbau unter Tage betraf. Insbesondere wurde in der Bergpolizeiverordnung geregelt, welcher Personenkreis mit Schießarbeiten betraut werden darf und welche Voraussetzungen diese Personen erfüllen müssen.

## Fachliche und persönliche Eignung
Bergleute, die als Schießhauer tätig werden sollen, müssen bestimmte Voraussetzungen erfüllen. Sie müssen sowohl persönlich als auch fachlich für diese Aufgabe geeignet sein. Für die persönliche Eignung schreibt das Sprengstoffgesetz ein Mindestalter des Bewerbers von 21 Jahren vor. Zudem darf der Bewerber weder eine vorsätzliche Straftat begangen haben noch rechtskräftig wegen eines Verbrechens oder einer Straftat verurteilt worden sein. Der Nachweis hierüber wird durch ein polizeiliches Führungszeugnis erbracht, das der Bewerber vor Beginn der sprengtechnischen Ausbildung vorlegen muss. Erste fachliche Voraussetzung ist, dass die Anwärter für den Schießhauerschein einen Hauerschein erworben haben und je nach Bergrevier zwischen vier Monaten und einem Jahr als Hauer tätig gewesen sind. Die weitere fachliche Eignung wird in einer speziellen Schießhauerausbildung erworben. In dieser Ausbildung, die mit einer Prüfung abschließt, erlernt der Anwärter den sicheren Umgang mit Sprengstoff, das richtige Setzen der Bohrlöcher, die Ausführung der elektrischen Zündanlage und das richtige Ausfüllen des Schießbuches. Zudem erlernt er noch die bei der Schießarbeit erforderlichen Sicherheitsmaßnahmen kennen. Die Prüfung besteht aus einem theoretischen und einem praktischen Teil. Nach bestandener Prüfung erhält der Hauer die Bescheinigung für die Sprengberechtigung. Abschließend muss der Hauer noch vom Bergamt eine Genehmigung für die Schießarbeit erhalten, erst danach darf er Schießarbeiten durchführen.

## Tätigkeiten
Im Steinkohlenbergbau wurden Ortsälteste von Gesteinsbetrieben oder einzelnen abgelegenen Flözbetrieben als Schießhauer eingesetzt. Sie führten in dieser Eigenschaft, neben ihrer normalen Hauertätigkeit, die gleichen Tätigkeiten wie die bestellten Schießmeister durch. Auf Magerkohlenzechen durften die Ortsältesten auch an anderen Betriebspunkten als Schießhauer Schießarbeiten durchführen. Im Erzbergbau werden die Schießarbeiten in der Regel von den, zum Schießhauer ausgebildeten, Ortsältesten durchgeführt. Es gibt auch Bergwerke, auf denen die Schießarbeit von einem einzelnen Schießhauer ausgeführt wird, der mit einem speziellen Schießfahrzeug zu den jeweiligen Betriebspunkten fährt und dort die Sprengung soweit vorbereitet, dass am Schichtende, nachdem die Belegschaft ausgefahren ist, von einer zentralen Stelle gezündet wird. Bergleute, die sich in der Ausbildung zum Schießhauer befinden, dürfen Schießarbeiten unter Aufsicht durchführen.